# 백합나무속
백합나무속(Liriodendron)은 목련과의 속이다. 북아메리카 원산인 백합나무(L. tulipifera)와 중국, 베트남이 원산지인 중국백합나무(L. chinense)의 두 종으로 이루어져 있다.